# Potamocypris villosa
Potamocypris villosa är en kräftdjursart som först beskrevs av Louis Jurine 1820.
Potamocypris villosa ingår i släktet Potamocypris och familjen Cypridopsidae. Arten är reproducerande i Sverige.